# Eremobelba balazsi
Eremobelba balazsi är en kvalsterart som beskrevs av Sandór Mahunka 1983. Eremobelba balazsi ingår i släktet Eremobelba och familjen Eremobelbidae. Inga underarter finns listade i Catalogue of Life.